# Institut Leibniz d’astrophysique de Potsdam
Pour les articles homonymes, voir AIP.
L’Institut Leibniz d’astrophysique de Potsdam, officiellement Leibniz-Institut für Astrophysik Potsdam (jusqu’en avril 2011, Astrophysikalisches Institut Potsdam ou AIP), est un centre de recherche en astrophysique situé à Potsdam, près de Berlin appartenant à la Leibniz-Gemeinschaft. Il a été fondé en 1992, à la suite de la réunification allemande. Il est situé sur la commune de Babelsberg.

## Participation dans des projets internationaux

### Grand télescope binoculaire
L'institut a collaboré au Grand Télescope binoculaire, notamment en fournissant l'instrument PEPSI.

### Télescope solaire GREGOR
Un télescope solaire de 1,5 m de diamètre installé à l'observatoire du Teide.

### Télescopes STELLA
Deux télescopes robotisés de 1,2 m de diamètre installés à l'observatoire du Teide.

### Instrumentation
- MUSE
- PEPSI